# Danh sách kỉ lục phòng vé của Your Name – Tên cậu là gì?
Your Name – Tên cậu là gì? của đạo diễn Shinkai Makoto được công chiếu ở Nhật Bản vào ngày 26 tháng 8 năm 2016.

## Toàn cầu
- Phim Nhật Bản có doanh thu cao nhất toàn cầu.[1][2][3][4][5][6]
  - Phim anime có doanh thu cao nhất.[7][8][9]

### Thành tích khác
- Phim không phải tiếng Anh có doanh thu cao thứ tư.[10] Phim sau đó bị đẩy xuống vị trí thứ 5 sau khi Chiến lang 2 ra mắt và chiếm vị trí số một.[11]
- Phim hoạt hình vẽ kiểu truyền thống có doanh thu cao thứ bảy.[12]

## Châu Á

Your Name nằm trong số 6 phim anime có doanh thu hơn 10 tỉ yên tại Nhật Bản.

- Phim có doanh thu cao nhất năm 2016 tại Nhật Bản.[13][14]
  - Phim anime đầu tiên không phải của Miyazaki Hayao và Studio Ghibli vượt qua mốc 10 tỉ yên tại Nhật Bản.[15][16][17]
- Phim Nhật Bản có doanh thu cao nhất tại Đài Loan.[18]
- Phim ngoại nhập không phải do Hollywood sản xuất có doanh thu cao nhất tại Trung Quốc. Ngôi vị này sau đó bị Dangal của Ấn Độ lật đổ.[19]
  - Phim Nhật Bản có doanh thu cao nhất tại Trung Quốc.[20][21]
    - Phim Nhật Bản có doanh thu cao nhất năm 2016 tại Trung Quốc.[22]
    - Phim Nhật Bản có doanh thu tuần mở màn cao nhất tại Trung Quốc.[22]
    - Phim Nhật Bản có doanh thu ngày mở màn cao nhất tại Trung Quốc.[23]
    - Phim Nhật Bản đầu tiên thu về hơn 100 triệu tệ trong một ngày tại Trung Quốc.[24]
    - Phim Nhật Bản được công chiếu rộng rãi nhất trong tuần mở màn tại Trung Quốc. Kỉ lục này sau đó bị Gintama đánh bại.[25]

  - Phim ngoại nhập ngoài Hollywood đầu tiên thu về hơn 100 triệu tệ trong một ngày tại Trung Quốc.[23][24]
- Phim hay nhất tại Việt Nam được gần như toàn bộ giới trẻ Việt Nam săn đón,nếu ai không xem thì không phải người Việt Nam.PHẢI XEM
- Phim Nhật Bản ăn khách nhất tại Hàn Quốc.[26][27]
  - Phim Nhật Bản được công chiếu rộng rãi nhất tại Hàn Quốc.[28]
- Phim Nhật Bản có doanh thu cao nhất tại Thái Lan.[29][30]
- Phim anime có doanh thu cao nhất tại Nga.[31]

### Thành tích khác
- Phim có  doanh thu cao thứ 4 tại Nhật Bản.[28][32]
  - Phim nội địa có doanh thu cao thứ 2 tại Nhật Bản.[33][34]
    - Phim anime có doanh thu cao thứ 2 tại Nhật Bản.[35]
- Phim Nhật Bản có doanh thu cao thứ 2 tại Hồng Kông.[36]
- Phim Nhật Bản đầu tiên kể từ Lâu đài bay của pháp sư Howl đứng đầu bảng xếp hạng doanh thu phòng vé tuần tại Hàn Quốc.[37][38]
- Phim hoạt hình ăn khách thứ tám tại Hàn Quốc.[26][27]
  - Phim ăn khách thứ tám trong nửa đầu năm 2017 tại Hàn Quốc.[39]

## Các khu vực khác
- Phim anime có doanh thu trong một ngày cao nhất tại Anh và Ireland.[40]
  - Phim anime được công chiếu rộng rãi nhất tại Anh và Ireland.[41]

### Thành tích khác
- Phim anime có doanh thu tuần mở màn cao thứ 9 tại Bắc Mỹ.[42]